# Lacres
Lacres és un municipi francès situat al departament del Pas de Calais i a la regió dels Alts de França. L'any 2007 tenia 218 habitants.

## Demografia

### Població
El 2007 la població de fet de Lacres era de 218 persones. Hi havia 80 famílies de les quals 16 eren unipersonals (16 dones vivint soles i 16 dones vivint soles), 16 parelles sense fills, 28 parelles amb fills i 20 famílies monoparentals amb fills.
La població ha evolucionat segons el següent gràfic:
Habitants censats

### Habitatges
El 2007 hi havia 102 habitatges, 82 eren l'habitatge principal de la família, 14 eren segones residències i 6 estaven desocupats. Tots els 102 habitatges eren cases. Dels 82 habitatges principals, 67 estaven ocupats pels seus propietaris, 10 estaven llogats i ocupats pels llogaters i 5 estaven cedits a títol gratuït; 1 tenia una cambra, 1 en tenia dues, 8 en tenien tres, 26 en tenien quatre i 46 en tenien cinc o més. 72 habitatges disposaven pel capbaix d'una plaça de pàrquing. A 20 habitatges hi havia un automòbil i a 49 n'hi havia dos o més.

### Piràmide de població
La piràmide de població per edats i sexe el 2009 era:
| Homes | Edats   | Dones |
| ----- | ------- | ----- |
| 0     | 95 o +  | 0     |
| 0     | 90 a 94 | 0     |
| 0     | 85 a 89 | 0     |
| 0     | 80 a 84 | 4     |
| 0     | 75 a 79 | 8     |
| 4     | 70 a 74 | 4     |
| 4     | 65 a 69 | 4     |
| 16    | 60 a 64 | 8     |
| 0     | 55 a 59 | 8     |
| 4     | 50 a 54 | 4     |
| 4     | 45 a 49 | 0     |
| 4     | 40 a 44 | 0     |
| 0     | 35 a 39 | 4     |
| 16    | 30 a 34 | 16    |
| 4     | 25 a 29 | 8     |
| 4     | 20 a 24 | 0     |
| 0     | 15 a 19 | 4     |
| 8     | 10 a 14 | 0     |
| 8     | 5 a 9   | 0     |
| 12    | 0 a 4   | 8     |

## Economia
El 2007 la població en edat de treballar era de 132 persones, 102 eren actives i 30 eren inactives. De les 102 persones actives 95 estaven ocupades (51 homes i 44 dones) i 7 estaven aturades (1 home i 6 dones). De les 30 persones inactives 10 estaven jubilades, 8 estaven estudiant i 12 estaven classificades com a «altres inactius».

### Ingressos
El 2009 a Lacres hi havia 90 unitats fiscals que integraven 231 persones, la mediana anual d'ingressos fiscals per persona era de 14.802 €.

### Activitats econòmiques
Dels 3 establiments que hi havia el 2007, 1 era d'una empresa de comerç i reparació d'automòbils i 2 d'empreses de serveis.
L'any 2000 a Lacres hi havia 9 explotacions agrícoles que ocupaven un total de 621 hectàrees.

## Equipaments sanitaris i escolars
El 2009 hi havia una escola elemental integrada dins d'un grup escolar amb les comunes properes formant una escola dispersa.

## Poblacions més properes
El següent diagrama mostra les poblacions més properes.